# 波特酒

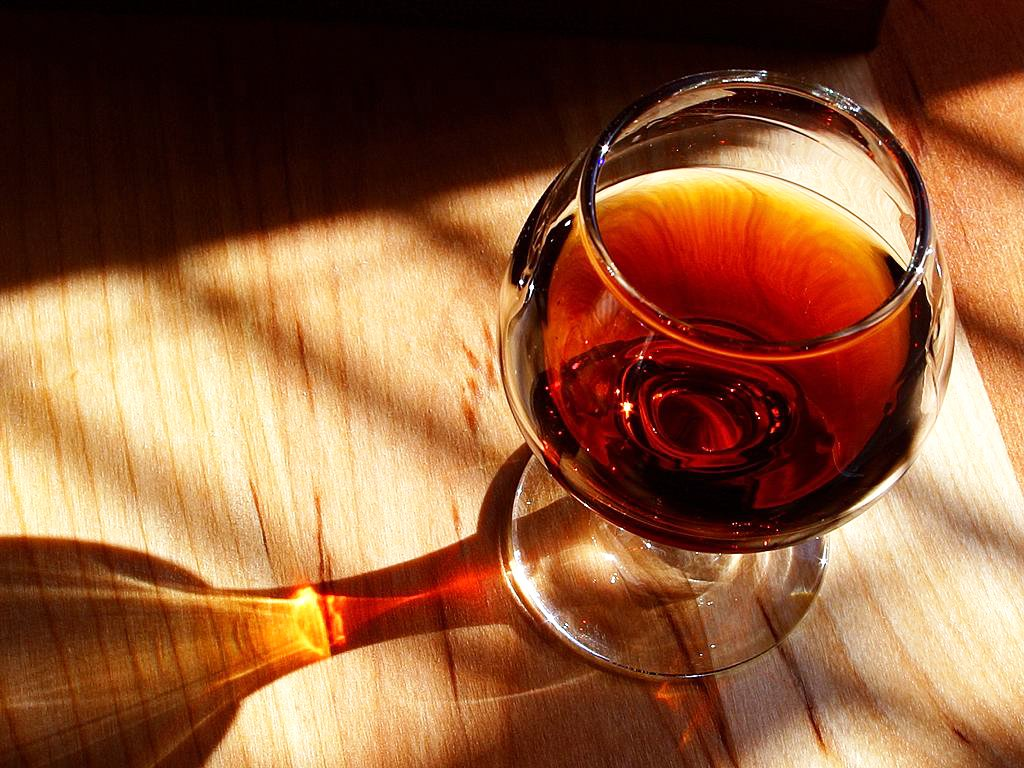
一杯波特酒

波特酒（英語：port wine）也称为缽酒或砵酒、波尔图酒，是葡萄牙的加强葡萄酒，生产于位于葡萄牙北部省份的杜罗河谷。它通常是甜的红葡萄酒，经常作为甜点酒，也有干型、半干型和白色的品种。像波特酒这样风格的加烈葡萄酒在葡萄牙以外地区也有生产，最引人注目的是澳大利亚、非洲、加拿大、印度、阿根廷以及美国。根据欧洲联盟指定受保护的原产地准则，只有来自葡萄牙的产品可能会被标记为波特酒（Port或Porto）。在美国，标记为波特酒的葡萄酒可能来自于世界各地，而"Dão"、"Oporto"、"Porto"和"Vinho do Porto" 则成为国外的、非通用名称，被用在来自葡萄牙的进口葡萄酒。
波特酒由杜罗指定地区的种植和加工的葡萄生产的。然后向其添加中性的葡萄烈酒，如白酒aguardente，以停止发酵，将残余糖份保留在酒中，并提高酒精含量。这种强化后的烈酒有时也被称为白兰地，但它与商业上的白兰地没有多少相似之处。在波尔图与杜罗河隔岸相对岸的加亚新城（Vila Nova de Gaia）在装瓶前，通常将酒储存在木桶中，放在一个山洞（在葡萄牙语中发音为“KA-VE”，意思是“酒窖”）里进行陈酿。此时，酒才能被称作为“波特酒”。在17世纪后半期，从杜罗河入海口的港口城市波尔图（Porto），大量的波特酒产品被推向市场或出口到欧洲其他国家。出产波特酒的杜罗河谷被约定俗成，并确立为一个保护区，并在1756年得到正式界定。此地也成为世界上最古老的受保护的葡萄酒指定产区。更悠久的产区划分还包括義大利的基安蒂酒（Chianti，1716年）和匈牙利的托考伊（Tokaj，1730年）地区，但没有相关的法规进行保护。因此根据区域划分管制的条款，波尔图是最古老的指定葡萄酒保护产区。
波特酒口感通常是丰富、甜美、厚重的，比起未强化葡萄酒酒精含量较高。这是由于在所有的糖份转化为酒精前加入了蒸馏的葡萄烈酒（aguardente，类似白兰地）来强化葡萄酒，酒只发酵了一半，生产出的葡萄酒一般酒精度数为18-20%。
在盎格鲁撒克逊国家，波特酒通常于餐后作为甜点酒享用，常与奶酪（传统上使用斯蒂尔顿奶酪（stilton））一起享用。白波特酒和茶色波特酒通常作为开胃酒（apéritif）。如今在欧洲常常将各种波特酒作为开胃酒来喝。

## 历史

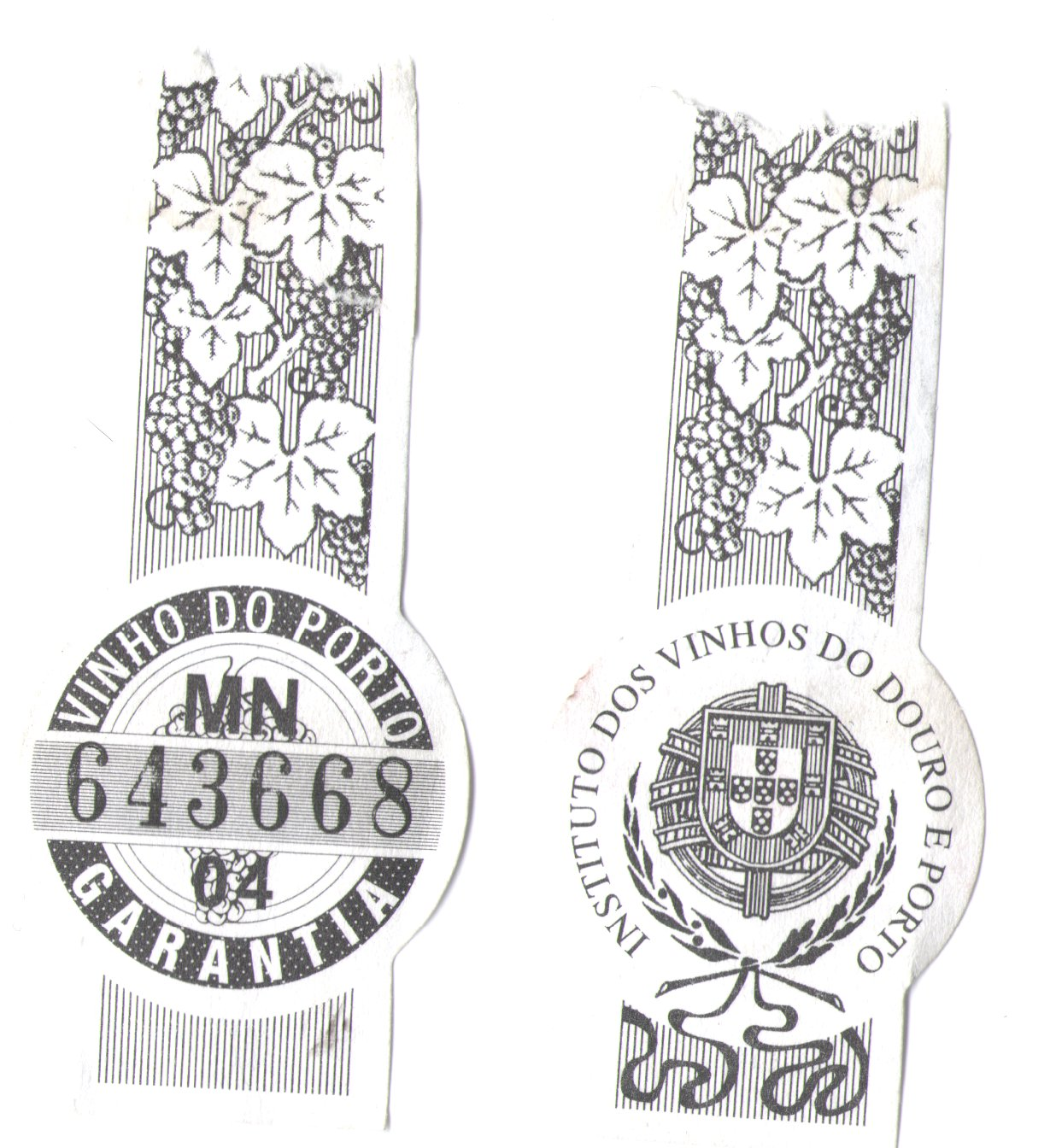
一瓶波特酒上印制的官方保证标签

1756年，杜罗地区的葡萄酒生产被确立为世界上历史第三悠久的指定葡萄酒保护产区，仅次于1716年确立的基安蒂（Chianti）产区和1730年确立的托卡伊-山麓（Tokaj-Hegyalja）产区。1756年，庞巴尔侯爵（Marquês de Pombal）规定，成立了杜罗河上游葡萄通用公司（General Company of Viticulture of the Upper Douro, Companhia Geral da Agricultura das Vinhas do Alto Douro, C.G.A.V.A.D.），或称作杜罗河葡萄酒公司（Douro Wine Company），用于保证产品质量，并规范终端客户售价。C.G.A.V.A.D. 也负责规范管理葡萄酒的出口和内销，并管理相关受保护的地理标识。
1703年梅休因条约（Methuen Treaty）签订后，波特酒在英国变得非常流行。当商人被允许以低税进口，另一个原因是英国与法国之间的战争使得法国葡萄酒受到排挤。可是葡萄牙至英国的长途旅行往往导致葡萄酒变质，此时加强葡萄酒被发明，以改善运输过程中航运效率和葡萄酒的保质期。
从许多港口货主的名称中可以看出英国元素：当时最有名的货主有科伯恩（Cockburn）、克罗夫特（Croft）、陶氏（Dow）、古尔德（Gould）、格雷厄姆（Graham）、奥斯本（Osborne）、欧福雷（Offley）、桑德曼（Sandeman）、泰勒（Taylor ）和瓦勒（Warre）。荷兰和德国的货主也很突出，如涅布特（Niepoort）和伯梅斯特（Burmester）。英国的参与波特酒贸易的愿望愈发强烈，他们形成了一个行业协会，一个“绅士俱乐部”。
如今在大不列颠军队中（包括陆军，英国皇家空军RAF和英国皇家海军），正式场合都使用波特酒作为向女王祝酒的葡萄酒品。

## 分类
葡萄牙出品的波特酒大致可以分为两大类：

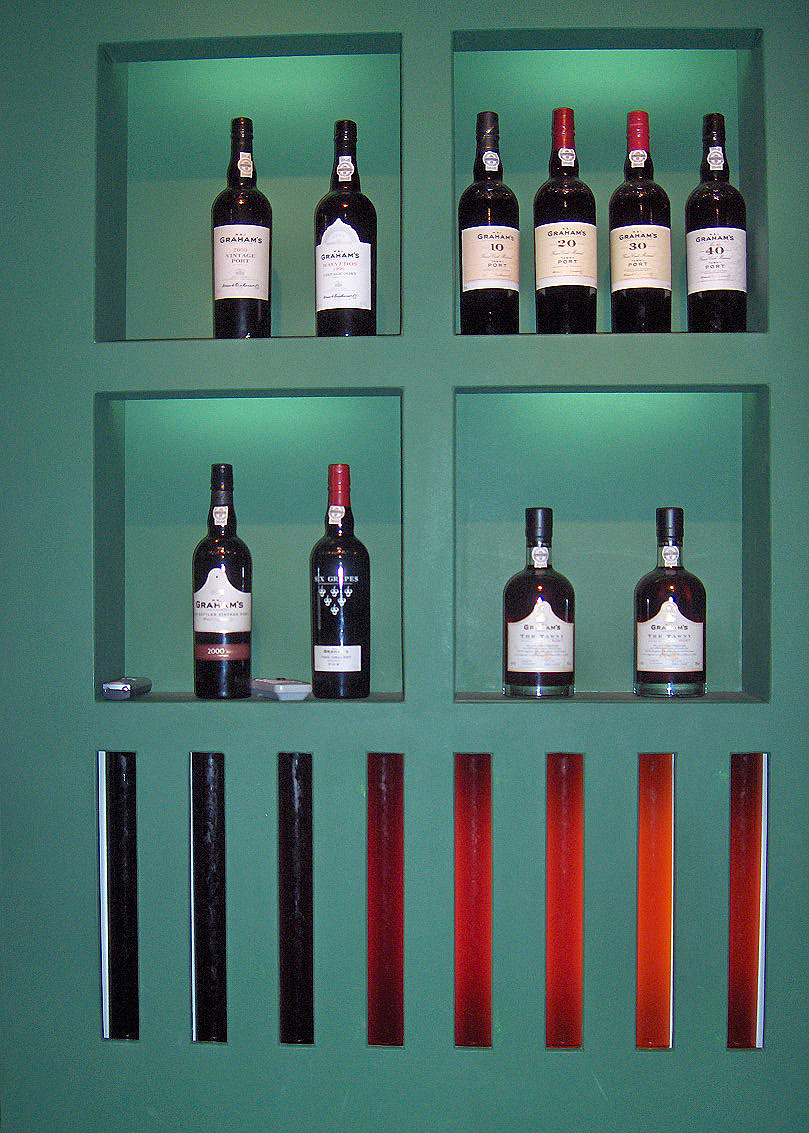
不同颜色的酒.

- 第1种酒被密封在玻璃瓶中，与空气隔绝，这一过程被称为“浓缩”陈酿（"reductive" aging）。这个过程导致酒非常缓慢的褪去颜色，生产出来的葡萄酒口感柔和，并且含有较少的丹宁。
- 第2种酒被密封在木桶中，可以少量接触氧气，这一过程被称为“氧化”陈酿（"oxidative" aging）。在这个过程中，酒水迅速的褪色，同时，还蒸发了一定量水分（angel's share），产出的葡萄酒是略微粘稠。

IVDP（Instituto dos Vinhos do Douro e Porto，杜罗河波尔图酒协会）进一步将波特酒分为两大类：普通波特酒（标准红宝石波特酒，茶色波特酒和白波特酒），和特殊的波特酒。所有其他种类的波特酒都可以划分为特殊种类波特酒。

### 瓶陈酿波特酒
- Ruby Port

红宝石波特酒（葡萄牙語：Porto Ruby）是最便宜的和最广泛的生产的波特酒。发酵后，它被存放在混凝土或不锈钢制成的罐子中，陈酿过程杜绝防止氧化，并保持其丰富的红葡萄酒的色泽。通常根据出售的风格混合不同种类的白兰地。装瓶前酒水经过澄清（fine）和冷过滤（cold filter），一般不会随着酒年龄增长的改善品质。
- Rose Port

桃红波特酒是近年来市场上才出现的一个品种，最初是在2008年由Taylor Fladgate公司的合作商——Poças公司和Croft公司推出。技术上它仍是红宝石波特酒，但是采用了类似桃红葡萄酒（Rosé Wine）的发酵方法，使用了少许葡萄皮，从而产生出玫瑰的色泽。桃红波特酒已获得些许好评。
- White Port

白波特（葡萄牙語：Porto Branco）酒通常由白葡萄酿制，可以有多种风格，尽管今年来鲜有制造商酿制非标准风格的白波特酒。普通的白波特酒非常适合作为鸡尾酒的基酒，而那些上了年份的白波特酒则最好单独品尝。有各种各样的白波特酒，从干型的到甜型的。如果把白波特酒放在桶中长时间成熟，颜色会逐渐变深，到一定长度后，但从外观上就无法无法分辨酒原本是白酒还是红酒了。
- Vintage Character

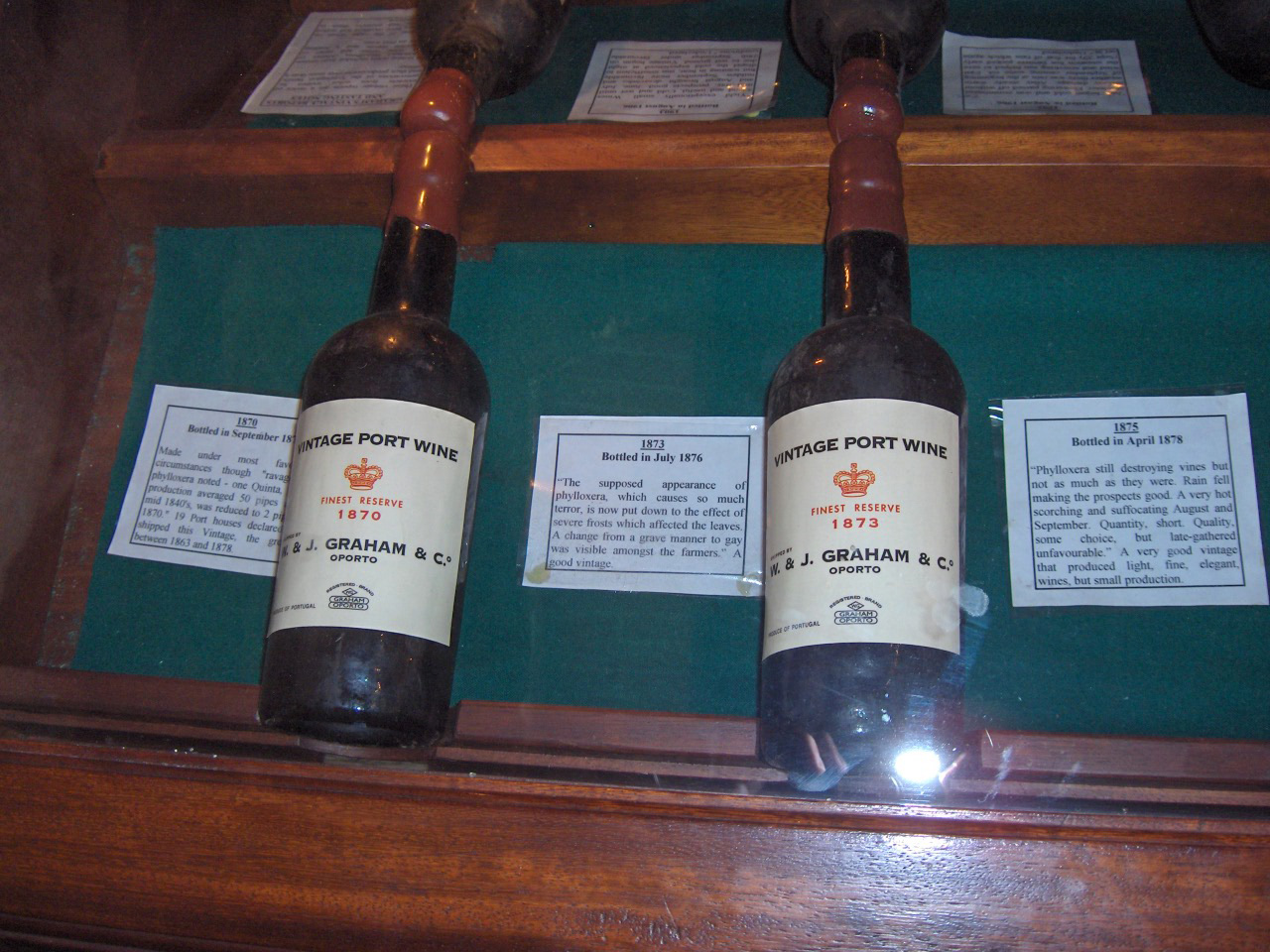
1870年和1873年的年份波特酒

年份特色波特酒，也称做陈年波特酒（Reserve），是一种优质的红宝石波特酒，由IVDP的品酒部门-品酒董事会（the Câmara de Provadores）批准。2002年IVDP对非同一年份酒液波特酒（这些酒通常是多种波特酒酒液或红宝石波特酒的混合），或没有显著年份波特酒特色的酒禁止使用年份特色波特酒字样。
- Vintage Port

年份波特酒完全由某一丰收年的葡萄进行酿制，只有约两成波特酒是年份波特酒。在杜罗河地区，不是每年都是丰收年，而确定是否为丰收年是由次年春天来决定的。丰收年是由每个独立的波特酒坊，即货主各自确认的。
波特酒业的声誉来之不易，但容易毁掉，所以不会轻易确认丰收年。在经济衰退和战争期间，由于经济原因，有些潜在的年份错过了被确认为丰收年。近年来，一些货主通过“庄园”法则来确认，除非是最糟糕的年份，都声明为丰收年。更传统的货主，则大约每10年有3年确认一次丰收年。
虽然年份波特酒是迄今为止最负盛名的波特酒，可是从数量和收入的角度来看，年份波特酒只占每家生产者的一小部分。在装瓶前，通常年份波特酒最多在木桶中陈酿两年半，却需要在酒瓶中继续陈酿10至40年，才能达到合适饮用的标准。由于它们只在桶中陈酿了很短时间，年份波特酒保留了深红宝石的色泽和新鲜水果的风味。特别好的年份波特酒可以在装瓶后数十年内持续增长其口感的复杂性，使其味道更加奇妙。现今，那些19世纪装瓶的年份波特酒是否还保持完美的品质，还不得而知。
- Single Quinta Vintage Port

单一酒园年份波特酒是由同一田地种植的葡萄酿制的。而一般的装瓶波特酒可能源自数个酒园的产品。单一酒园年份波特酒有两种由来，因制造者不同而不同。多数大波特酒坊只在非丰收年才生产单一酒园年份波特酒。在这些年份，他们收成最好的酒园采摘的葡萄会被用来酿制年份葡波特酒，而不是酿制普通的波特酒。这种情况下，这些单一酒园的酒液相对于普通的年份波特酒就是次了一档，所以价格上也会比普通的年份波特酒便宜一点。Graham's Quinta dos Malvedos和Taylor's Quinta就是这样的波特酒。通常这样的酒园会同时标着主要酒坊的名字和酒园的名字。
最近一个时期，单一酒园年份波特酒作为高端酒生产销售的份额有所增长。坐落在杜罗河谷的小生产者生产的年份波特酒几乎全是单一酒园年份波特酒，并被打上高档标签。一些大酒坊也将其某些酒园作为特别的种植地，种植单一酒园年份波特酒用葡萄，而不是用来生产其主打产品。Symington Family Estates' Quinta do Vesuvio就是这样的波特酒。通常，这种波特酒只会挂酒园的名字。
- Late Bottled Vintage (LBV)

晚装瓶年份波特酒原本是作为年份波特酒生产的，然而由于需求不足等原因，酒被存放在桶中超过预期的时间。虽然这种波特酒成熟后都会继续存放4至6年，但是随着时间的推移，发展出了两种完全不同的风格，一种是在装瓶前进行澄清和过滤，而另一种不是。
过滤后的酒之优势在于，品尝时无需滗酒（decanting），通常装在一个带塞子的酒瓶中，可以很容易地重新密封装瓶。然而许多葡萄酒专家认为，这样的便利性是要付出代价的，他们相信过滤过程会减弱酒液本身的风味。
由于这种酒是因意外导致推迟装瓶而产生的，因此有多个公司都声称是他们发明了这种波特酒。已知的最早使用这个名称提及这种风格波特酒的贸易商名录是1964年春季的葡萄酒协会的目录，其中囊列了1958年Fonseca's Quinta Milieu ，1964年于英国装瓶。
未过滤的波特酒大多使用传统的软木塞酒瓶灌装，需要滗酒。滗酒后应该在几天内尽快饮用。近年来，酒瓶会标识有“未经过滤”（unfiltered）或“一瓶成熟”（bottle matured）的标签。在2002年规范以前，这种风格的波特酒常被最为”传统“波特酒进行销售，如今已禁止这样的提法。
LBV一直试图推广无需经过冗长的瓶陈酿过程，来酿制年份波特酒的经验。从一定程度上是成功的，在木桶中多氧化陈酿几年的确可以使酒快成熟一些。
一般出售的LBV可以立即喝，LBV是单一年份的产物，色泽比年份波特酒更淡。经过滤的LBV可以在装瓶后继续改善其品质，不过只能稍微改善一点；而未过滤的LBV则通常可以在酒瓶中继续生长。自2002年起，标识有“一瓶成熟”的LBV在销售前都至少得在酒瓶中继续成熟三年以上。
年份波特酒不应与晚装瓶年份波特酒混淆。
- Crusted Port

“酒垢”波特酒通常是由多个年份酒液相混合，虽然过去也曾酿制过有时在单一年份酒液的“酒垢”波特酒。不同于年份波特酒必须由单一年份的葡萄酒液酿制，酿酒者可以利用不同的酒液相互混合以得到不同风味。“酒垢”波特酒装瓶前是不过滤的，使用一个可活动的软木塞密封。像年份波特酒一样，饮用之前需要滗酒。
尽管“酒垢”波特酒会随着时间继续生长，制造商通常试图将市场上的“酒垢”波特酒保持在比年份波特酒年轻的状态。瓶子上的年份指的是装瓶的年份，而不是平台采摘的年份。当需要将“酒垢”波特酒在瓶中继续成熟至少3年以上再投向市场时，大多数制造商会选择将酒存放更长时间。这对于那些没有酒窖来存酒的客户，他们可以买来就喝。于是“酒垢”波特酒成为年份波特酒有效而受欢迎的替代者。

### 桶陈酿波特酒
- Tawny Port

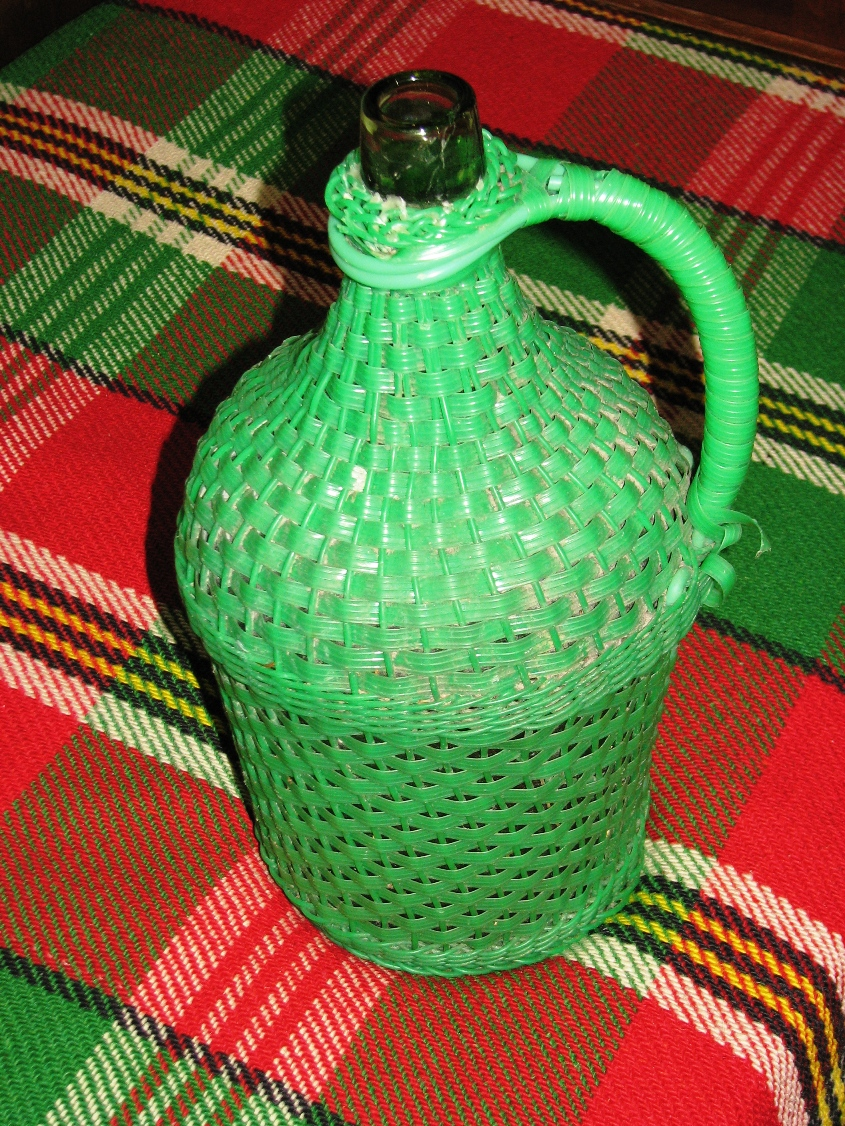
一个demijohn

茶色波特酒（葡萄牙語：Porto Tawny）是红葡萄酿制的葡萄酒，并在木桶中陈酿，使其逐步氧化、蒸发。于是渐渐的，他们醇化成金黄色。暴露在氧气中赋予酒液“坚果”的味道，各家酒坊调制的酒液各有各的风味。
茶色波特酒有甜型也有干型，通常作为甜点酒享用。
当一个波特酒被称为茶色波特酒，而没有标记其年份，就表示它是一种在橡木桶中陈酿两年以上，并进行简单调和的波特酒。而那些标记了年份的茶色波特酒则表示它是一种由多款年份波特酒混调而成的酒，标识的年份表示其在木桶中陈酿的年数。官方分类法有10年，20年，30年和40年以上。许多人错误的认为标识上的数字指的是调和酒液的平均最小年龄，其实这样分类表示调和之后酒的年龄，而不是酒液酿造的年龄。也可使用酿造茶色波特酒的方法来酿造上年头的白波特酒，现在有许多货主都在销售这种年份白波特酒。
- Colheita

由单一年份酒液酿制的茶色波特酒被称为谷物波特酒。不像茶色波特酒那样标着10、20...这样的字样，谷物波特酒明确标识其酒液的年份。不应将谷物波特酒与年份波特酒相混淆。年份波特酒酿造完成后在酒瓶中继续陈酿18个月以上，而谷物波特酒则在木桶中陈酿20年甚至更久，然后再装瓶出售。现在也有众多白色谷物波特酒被生产。
- Garrafeira

酒柜波特酒是波特酒中间一个不寻常的和罕见的葡萄酒过时的风格，使用同一批收获的葡萄，先在木桶中氧化熟化（oxidative maturation）多年，再在一个玻璃器皿demijohn中浓缩熟化（reductive maturation）。IVDP要求酒液在木桶中存放更多时间，通常为3年或6年，然后在玻璃瓶中至少存放8年，最后装瓶。实际操作中，在玻璃瓶中花的时间更长。最热衷于此种风格波特酒的公司是Niepoort，也有一些别的公司生产。他们的暗绿色的demijohn，亲切地被称为bon-bons，约11公升。一些鉴赏家这样描述酒柜波特酒：有轻微腊肉的味道，然而很多人不会注意，也不会理解这样的描述。原因在于，在第二阶段的成熟过程中，某些油会沉淀，在玻璃瓶表面形成一层薄膜。正是这层油膜使得美食家可以品尝出酒柜波特酒所拥有的独特风味。
容易混淆的是，在一些非常古老的茶色波特酒的标签上也使用了Garrafeira这样的字眼，它的意思其实是这瓶酒是特殊的年代的。

## 生产

### 地理环境

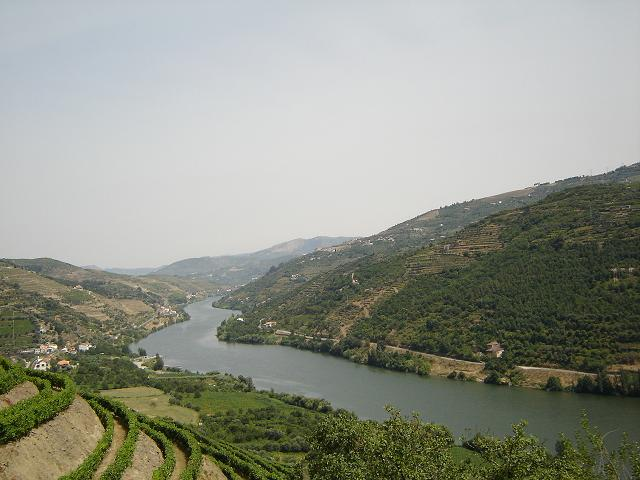
葡萄牙北部杜罗河，生产波特酒的种植园通常随着山岳起伏一直蔓延至河边

在葡萄牙北部杜罗河河谷的气候最适合种植橄榄、杏仁和葡萄，特别是用来酿造波特酒的葡萄。皮尼昂（Pinhão）和佩斯奎拉·圣若昂（São João de Pesqueira）周围地区被认为是波特酒生产的中心，也因其风景如画的酒园——农田从山坡上几乎垂直蔓延至河边——而名声大噪。
杜罗河流域的大片土地，地质由前寒武纪片岩和花岗岩构成。山谷中的村庄，从巴奎罗斯（Barqueiros，位于上游离波尔图约40英里（约70公里））附近开始，向东一直绵延至西班牙边境，受Serra do Marão山脉保护，免收大西洋的影响。该地区又细分为3个官方区域：Baixo Corgo、Cima Corgo和Douro Superior。
- Baixo Corgo 以比索达雷瓜市（Peso da Régua）为核心，位于Corgo河下游最西面的区域。这一地区是最降水量最多的波特酒产区，平均900毫米降水，在三个产区中，这里的平均温度最低。这里种植的葡萄，主要用于生产廉价的红宝石波特酒和茶色波特酒[9]。
- Cima Corgo 位于Baixo Corgo上游很远的区域，以皮尼昂（Pinhão）（Alijó的直辖市）为中心。这里夏季平均温度会高出几度，降水量约不到200毫米。这个区域种植的葡萄被认为是质量更高的，用来酿制年份波特酒和晚装瓶年份波特酒[9]。
- Douro Superior 从东边区域延伸到几乎西班牙边境。这是杜罗河流域耕地最少的地区，一方面是因为Cachão de Valeira峡谷的急流中航行困难。这里也是杜罗河流域最干旱、温暖的地区。从整体地形来看，这里进行机械化耕作的潜力是比较乐观的[9]。

### 葡萄

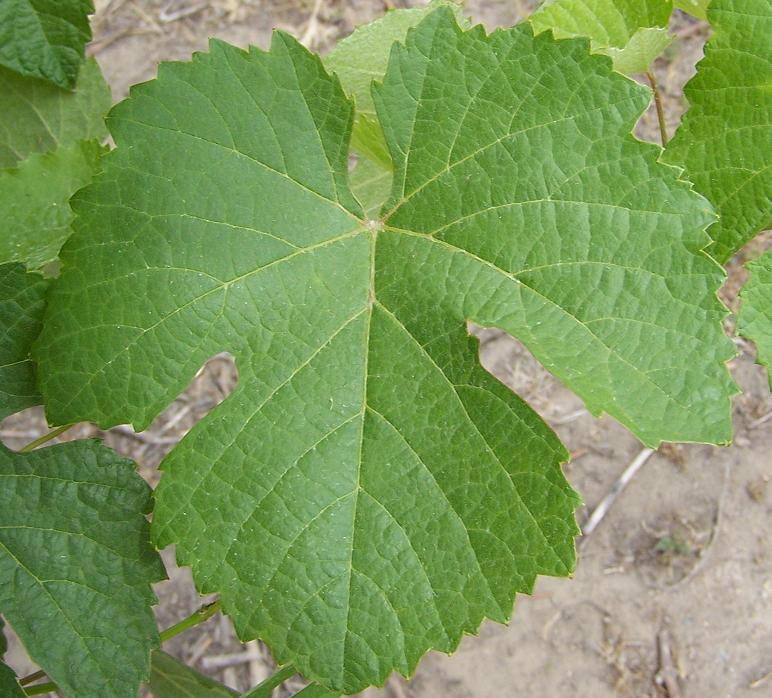
Rabelos, 弗兰克多瑞加葡萄藤

超过一百种葡萄品种被批准用来生产波特酒，虽然只有五个品种被广泛种植和使用：巴罗卡红葡萄（Tinta Barroca）、卡奥红葡萄（Tinta Cão）、罗丽红葡萄（甜普兰尼洛(Tempranillo)）（Tinta Roriz）、弗兰克多瑞加葡萄（Touriga Francesa） 以及国产多瑞加葡萄（Touriga Nacional）。国产多瑞加葡萄被广泛认为是最优秀的波特酒葡萄，同时也是最难种植的，产量也最小；于是弗兰克多瑞加葡萄成为最广泛种植的葡萄。
白波特酒和红波特酒生产方式相同，只是它们使用白葡萄酿制：唐泽尼白葡萄（Donzelinho Branco）、伊斯佳-卡奥白葡萄（Esgana-Cão）、 弗尔加沙奥白葡萄（Folgasão）、 贵腐白葡萄（Gouveio）、 马尔法希亚·费拉白葡萄（Malvasia Fina）、 拉比加托白葡萄（Rabigato）和维欧西奥白葡萄（Viosinho）。尽管有些货主曾试着使用单一品种葡萄生产波特酒，目前市场上出售的所有波特酒都使用不同葡萄混合而成。自1894年根瘤蚜虫灾害以来，大多数葡萄藤都采取嫁接种植。值得注意的是与之不同的Quinta do Noval的国有产区，自1925年被种植以来，该产区已经出产了一些最昂贵的年份波特酒。
酿波特酒的葡萄的一个一般特点是葡萄果实都较小，高密度的结果实，实现了浓缩、持久的风味，适合长时间陈酿。虽然在葡萄牙，用于生产波特酒的葡萄，由杜罗河波尔图酒协会严格监管，本地区以外出产的，被称作波特酒的葡萄酒，则可以由其他品种酿造。

### 运输

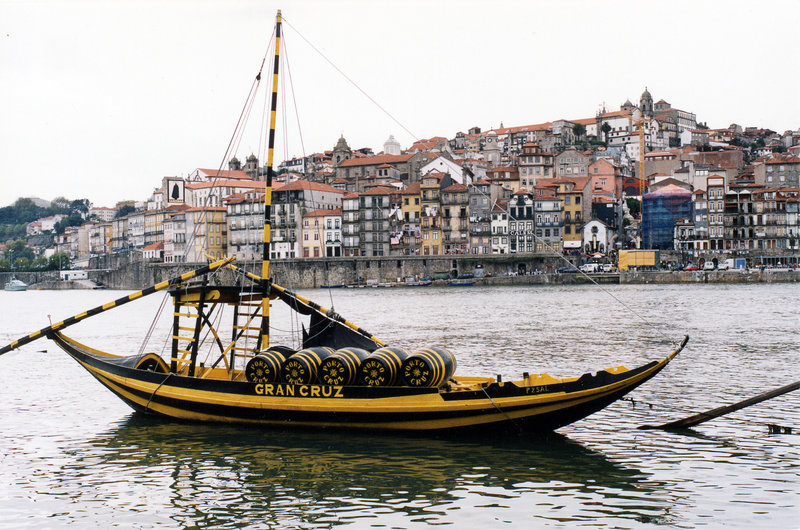
Rabelos, 杜罗河上运输波特酒的Barcos Rabelos平底小船

波特酒是由杜罗河谷种植的葡萄酿造的，直到1986年前，只有葡萄牙葡萄牙第二大的城市波尔图附近的维拉诺娃达盖亚（Vila Nova de Gaia）出口波特酒。传统上，酒是装在被称为Barcos Rabelos的平底小船上顺流而下进行处理和存储。然而，在20世纪50年代和60年代，沿河建了几个水力发电水坝，终结了这个传统的运输工具。目前，使用油轮卡车将酒从种植园运到下游，Barcos Rabelos仅仅用来竞技或展览。

### 波特酒坊
葡萄酒生产商通常被称为“货主”（shipper）。在波特酒葡萄酒贸易的早期历史中，许多最强大的货主家族是英国人。多年来，葡萄牙以及荷兰，德国和苏格兰货主也成为波特酒生产贸易中的有生力量。
一些著名的货主，以及拥有他们的企业集团的名单包括：
- The AXA Millésimes group 持有 Quinta do Noval
- Churchill's
- Niepoort
- Quevedo
- Quinta do Infantado, Gontelho (Chanceleiros, Pinhão) 由Roseira家族持有, 1979出产第一瓶波特酒
- The Roederer group 持有 Ramos Pinto
- The Real Companhia Velha group 持有 Delaforce
- The Sogevinus group 持有 Cálem, Kopke, Burmester, Barros以及Gilberts
- The Sogrape group 持有 Ferreira, Offley, Sandeman, Robertson's
- The Symington Family Estates 持有 Graham's, Warre's, Dow's, Smith Woodhouse 和Cockburn's facilities
- The Fladgate Partnership group 持有 Croft, Taylor and Fonseca
- Pocas. One of the last Portuguese家族

### 丰收年
当涉及到年份波特酒的时候，vintage这个词有着完全不同的定义。vintage本来指的是葡萄酒酿造的年份，多数波特酒生产商只在最好的年份才在瓶子上标记上年份的标识，每十年只有少数几年。
如果一个波特酒坊觉得他们的就已经足够好到可以标记上年份时，他们将样本被送到IVDP申请，然后才能标上年份。在非常好丰收大年，几乎所有的波特酒坊都会他们的酒申请标年号。
在其余几年中，生产商不会将他们调和的年份波特酒，哪怕是旗舰产品，标上年号，但可以选择将单一酒园年份波特酒标上年号，例如： 1996年Bomfim的Dow's Quinta do Bomfim和Taylor's Quinta de Vargellas。有些酒坊现在可以将除最差收成年份以外所有年份出产的就都标上年号：Quinta do Vesuvio除1993年和2002年外都标称上了年号。
酿酒技术的发展和收获时节更好的天气预报，增加了丰收年的数量，在一个老式可以声明。尽管有许多年，只有一家或两家酒坊宣布丰收年，但是已经超过三十年，每年都有酒坊宣布他们的丰收年。

## 储存

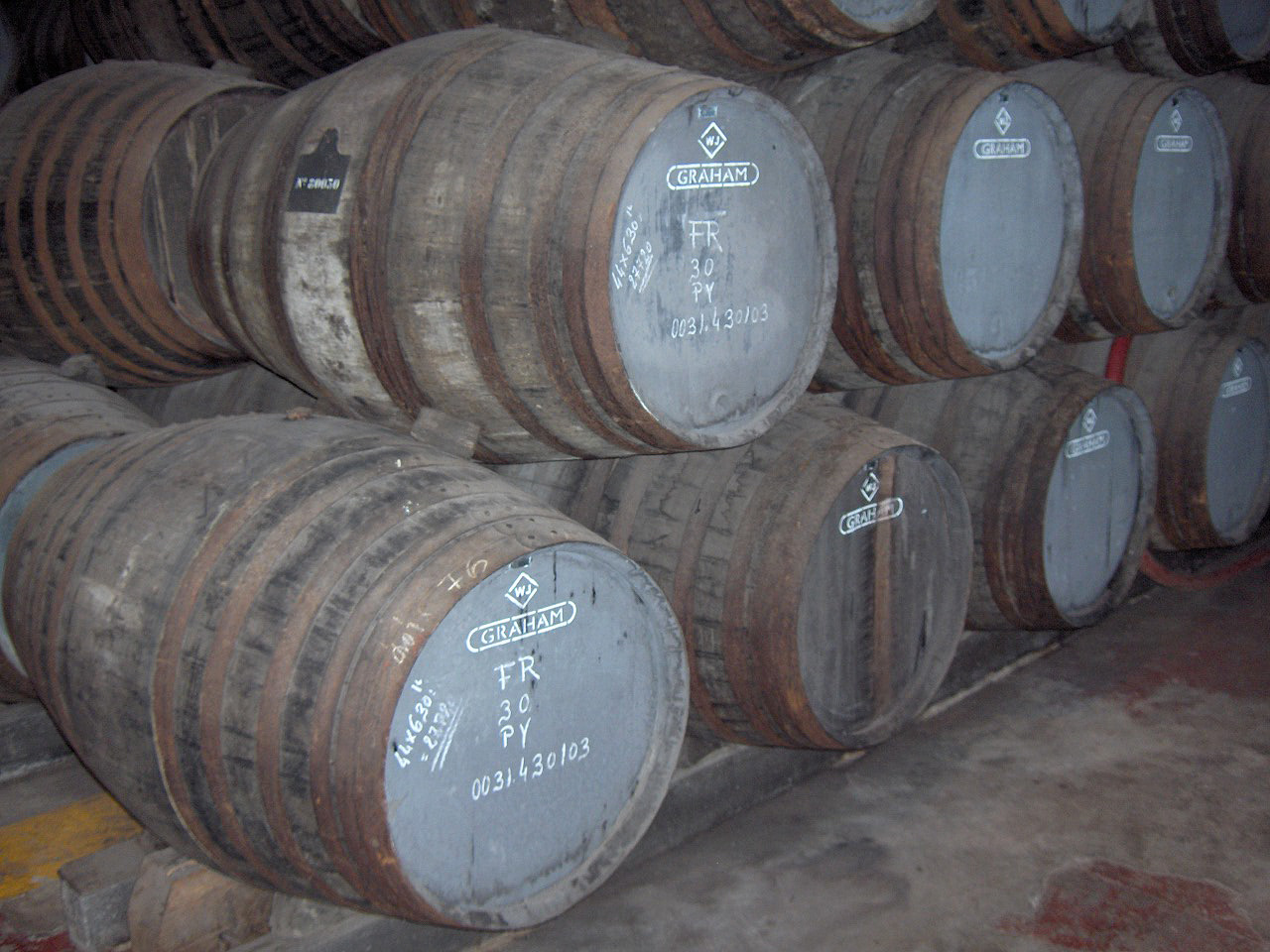
Aging in wooden barrels

像其他葡萄酒一样，波特酒，应储存在凉爽但不寒冷，黑暗的（光会对波特酒造成损害），一个温度稳定的（如一个地窖）地点。如果酒瓶是软木塞塞着的，将酒瓶卧倒放置；如果是普通瓶塞，则直立放置。

## 饮用
波特酒应在摄氏15至20度之间（华氏59至68度）饮用，白波特酒例外，可以冷藏饮用。茶色波特酒也可能在稍凉的温度下饮用。
一旦开瓶，一般波特酒比未加强的葡萄酒保存时间更长，但最好和葡萄酒一样尽快喝完。一般瓶塞封装的波特酒可以在黑暗的地方保存几个月，而软木塞封装的波特酒则必须尽快喝完。通常情况下，越是年代久远的波特酒，越应该尽快喝完。

## 医药价值
过去波特酒被用作一种治疗剂。英国前首相小威廉·皮特(William Pitt the Younger)还是男孩时由于痛风服用波特酒，他在14岁开始每天一瓶。
然而讽刺的是，根据医学文献记载，广泛认为饮酒可以引起痛风发作。

## 相关页面
雪利酒